# Клуб студената историје Клио
Клуб студената историје Клио је струковна студентаска организација која окупља студенте са Одсека за историју, Филозофског факултета Универзитета у Новом Саду. 
Идеја за оснивање Клуба је потекла од студената историје у октобру-новембру 2007. године. Циљ је био да студенти Одсека за историју добију свој Клуб, који ће бити место сарадње, међусобног помагања студената и место за исказивање идеја које ће се кроз активности Клуба спроводити у дело.
Клуб је основала група студената у марту 2008. године када је одржана Оснивачка скупштина. На Оснивачкој скупштини, 18. марта, донета је Одлука о оснивању и Статут Клуба студената историје Клио и изабрано руководство Клуба. Радом Клуба руководи Председник Клуба, Потпредседник и Управни одбор.
Клуб је основан са циљем да би на Одсеку за историју омогућио бољу сарадњу међу студентима, штитио права студената, борио се за бољи положај студената историје и афирмисао студенте историје током студирања на научно-истраживачки, струковни и интердисциплинарни рад и усавршавање. 
Клуб је одмах почео са радом. Дана 13. маја 2008. године одржано је прво предавање у организацији Клуба студената историје Клио, поводом 160 година Мајске скупштине. Уводно предавање одржао је доцент др Владан Гавриловић, а главно предавање је потом држао шеф Одсека за историју, доцент др Дејан Микавица, који је одржао опширно предавање о Мајској скупштини, њеним одлукама, људима који су учествовали у њеном раду и дешавањима која су уследила у годинама после Мајске скупштине.
Поред овог предавања чланови Клуба организовали су касније разне активности.
Клуб Клио прима све студенте историје као своје чланове, потребно је само да дођу у просторије Студентских организација, на другом спрату Филозофског факултета и потраже неког из управе Клуба и попуне Приступницу.
Зашто Клио? Клио (гр. Κλειώ, лат. Klió) је у грчкој митологији била муза, музе (гр. Μουσαι) су ћерке врховног грчког бога, Зевса и Мнемосине, богиње поезије, уметности и науке. Има их девет. Клио је била муза заштитница историје.
Идеје студената и циљеви Клуба остварују се кроз организовање разних активности Клуба: трибине, семинаре, скупове, екскурзије, путем часописа Клио и путем наше интернет презентације.
Дана 19. августа 2008. године, Клуб студената историје Клио званично је заведен у Регистар удружења грађана Полицијске управе Нови Сад, под регистарским бројем 577. Решење бр. 212-91/08 од 19. августа 2008. године.